# VLF Destino
Der VLF Destino ist eine Limousine der Oberklasse des von Gilbert Villarreal, Bob Lutz und Henrik Fisker gegründeten amerikanischen Kleinserienherstellers VLF Automotive auf Basis des Fisker Karma. Bis auf den Antriebsstrang unterscheidet sich das Fahrzeug nicht von diesem.

## Geschichte
Vorgestellt wurde das Fahrzeug erstmals im Januar 2013 auf der North American International Auto Show in Detroit als VL Destino. Die Serienversion kam 2016 in den USA als VLF Destino V8 in den Handel. Gebaut wird die Limousine in Auburn Hills.

## Technische Daten
Im Gegensatz zum Fisker Karma, der über einen Plug-in-Hybrid-Antrieb verfügt, wird der Destino vom 6,2-Liter-V8-Ottomotor aus der Corvette C6 ZR1 angetrieben. Dieser leistet 476 kW (647 PS) und beschleunigt den Destino V8 in unter vier Sekunden auf 100 km/h.
|                            | Destino V8                               |
| Bauzeitraum                | 2016                                     |
| Motorkenndaten             |                                          |
| Motortyp                   | V8-Ottomotor (Chevrolet LS9 Small-Block) |
| Hubraum                    | 6162 cm³                                 |
| max. Leistung bei min−1    | 476 kW (647 PS) / 6500                   |
| max. Drehmoment bei min−1  | 819 Nm / 3800                            |
| Kraftübertragung           |                                          |
| Antrieb                    | Hinterradantrieb                         |
| Getriebe                   | 6-Stufen-Automatikgetriebe               |
| Messwerte                  |                                          |
| Höchstgeschwindigkeit      | 322 km/h                                 |
| Beschleunigung, 0–100 km/h | 3,9 s                                    |

## Trivia
Eines der ersten Fahrzeuge kaufte der Gitarrist Carlos Santana.